# Военная реформа Филиппа II

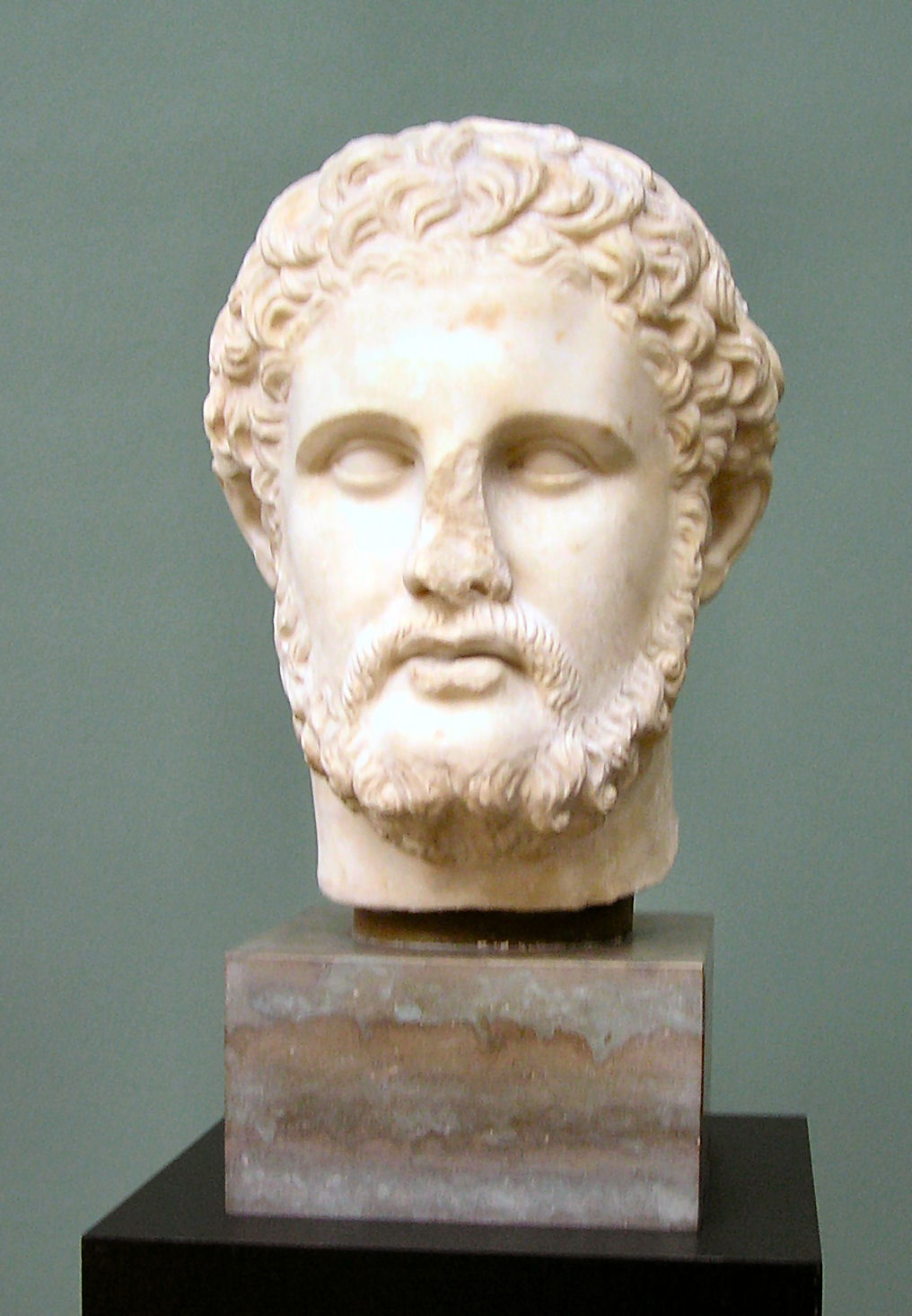
Бюст Филиппа II. Новая глиптотека Карлсберга, Копенгаген, Дания

Военная реформа Филиппа II — комплекс осуществлённых в Македонии при царствовании Филиппа II (359—336 годы до н. э.) мероприятий, результатом которых стало создание практически с нуля качественно нового войска, покорение Греции, а также завоевание империи Ахеменидов при преемнике Филиппа II Александре Македонском.
На момент воцарения Филиппа II Македония находилась на грани гибели. Несмотря на свой юный возраст Филипп II имел хорошую теоретическую подготовку, так как до этого три года провёл в Фивах, где имел возможность изучить военное искусство у наиболее прославленного военачальника того времени Эпаминонда. Нововведения Филиппа II включали как создание новых типов войск и их соответствующую подготовку, так и использование неизвестных для того времени тактических приёмов. Классическая греческая фаланга не могла противостоять реформированному македонскому войску.
Принцииальным отличием македонской армии, по сравнению с греческими полисными войсками классического периода, стало тесное взаимодействие пехоты и конницы. Также, при Филиппе II были разработаны тактические приёмы, с помощью которых македонская конница научилась прорывать строй фалангитов, который до этого считался несокрушимым.

## Предпосылки
Необходимость реформ Филиппа II была обусловлена несколькими факторами. На момент его воцарения Македония находилась в крайне тяжёлом положении и была близка к поглощению соседними племенами. Предшественник Филиппа II Пердикка III погиб в сражении с иллирийцами, которые были готовы захватить Верхнюю Македонию. С другой стороны Македонии угрожали пеоны, которые собирались по устью Аксиоса вторгнуться в Нижнюю Македонию. Ситуацию осложняло наличие нескольких претендентов на престол.
Несмотря на свой молодой возраст Филипп II на момент воцарения имел хорошую теоретическую подготовку и был знаком с новейшими достижениями военного искусства. За несколько лет до того как стать царём, в возрасте тринадцати или четырнадцати лет, он был отправлен в числе 30-ти знатных македонян в качестве заложника в Фивы. Это было частью соглашения между фиванским военачальником Пелопидом и македонским царём Александром II. Там Филипп, согласно Плутарху, три года (368—365 до н. э.) прожил в доме военачальника Паммена. Юстин и Диодор Сицилийский писали о пребывании Филиппа у наиболее известного военачальника того времени Эпаминонда. В этом вопросе современные историки отдают предпочтение информации из Плутарха. Пребывание Филиппа в Фивах оказало на него существенное влияние. Будущий македонский царь изучил новшества в военном деле, которые впоследствии использовал при создании собственного войска.
Остаётся неясным занимался ли Филипп II реформированием македонским войском самостоятельно, либо поручил эту важную задачу Пармениону, либо, что выглядит наиболее логичным, реформа имеет двух авторов. Также остаётся открытым вопрос о временных рамках тех или иных нововведений. Военная реформа не была одномоментным действием, а стала совокупностью организационных новшеств, которые последовательно вводились в течение всего правления Филиппа II.

## Рода войск

### Македонская конница

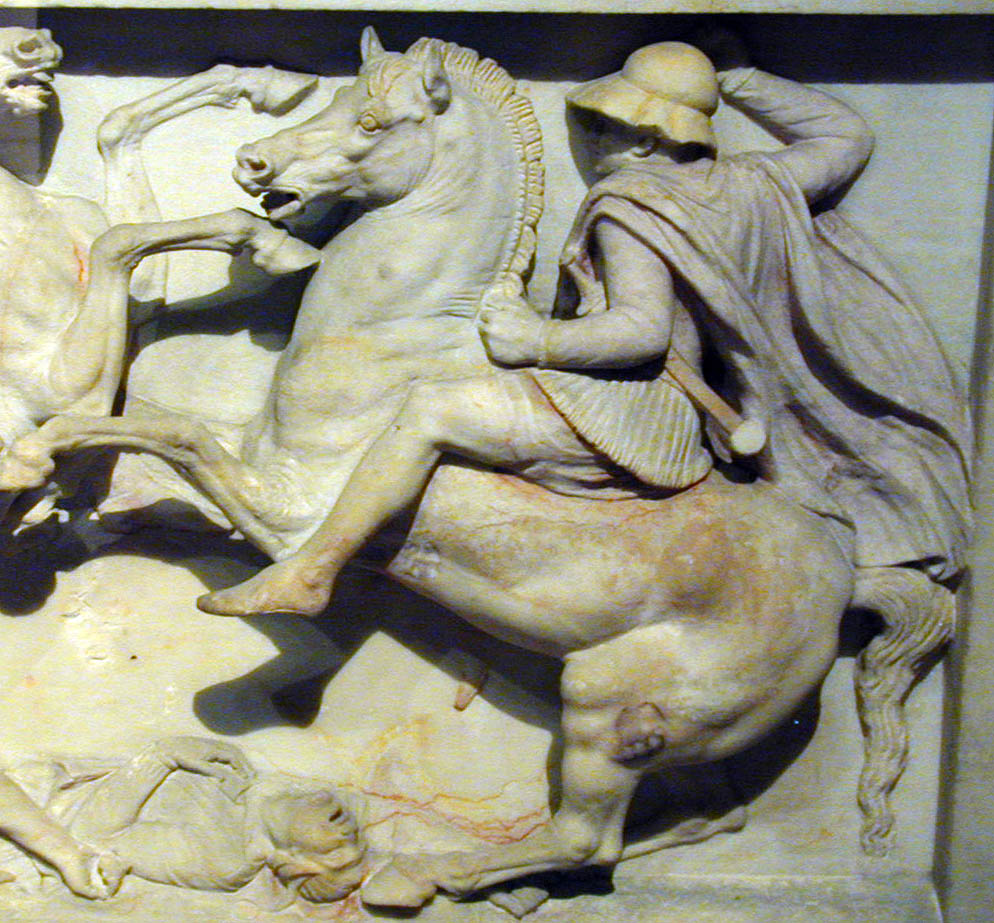
Македонский всадник в беотийском шлеме с Сидонского саркофага (IV век до н. э.)

На момент воцарения Филиппа II ядром македонского войска были гетайры (дословно «друзья» или «спутники»), которые являлись представителями местной аристократии. Гетайры занимали элитарное положение среди македонян. Историк IV века до н. э. Феопомп писал: «гетайров было не более восьмисот, но земельных доходов они получали не менее, чем десять тысяч эллинов в обширной и плодородной местности».
Всадники-гетайры носили железные шлемы и бронзовые или кожаные кирасы. Вооружение гетайров включало короткое копьё ксистон и короткий меч. Нововведения Филиппа II носили как организационный, так и тактический характер. Кратно увеличив их количество Филипп II разделил гетайров на илы (в литературе также встречается термин «эскадрон») по территориальному принципу. В историографии существует дискуссия о численности илы гетайров. Большинство историков считают, что каждая ила состояла из около 200 гетайров, а также существовала элитная «царская ила» и/или «агема» в которой находился царь. Численность царской илы, либо царской илы и агемы, составляла 400 всадников.
В начале правления Филипп II располагал 600 всадниками, а к концу лишь из гетайров было создано 14 ил. В отличие от предшественников Филипп II стал набирать в гетайры не только македонян, но и греков.
Также, в войске македонян появился отряд всадников-сариссофоров или продрома. Возможно, особенностью их вооружения стало более длинное по сравнению с ксистоном копьё. Предположительно, они выполняли функцию разведчиков и во время марша находились в авангарде.

### Македонская пехота

#### Фаланга

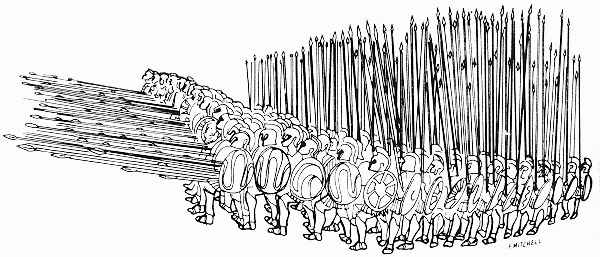
Изображение македонской фаланги в боевом построении

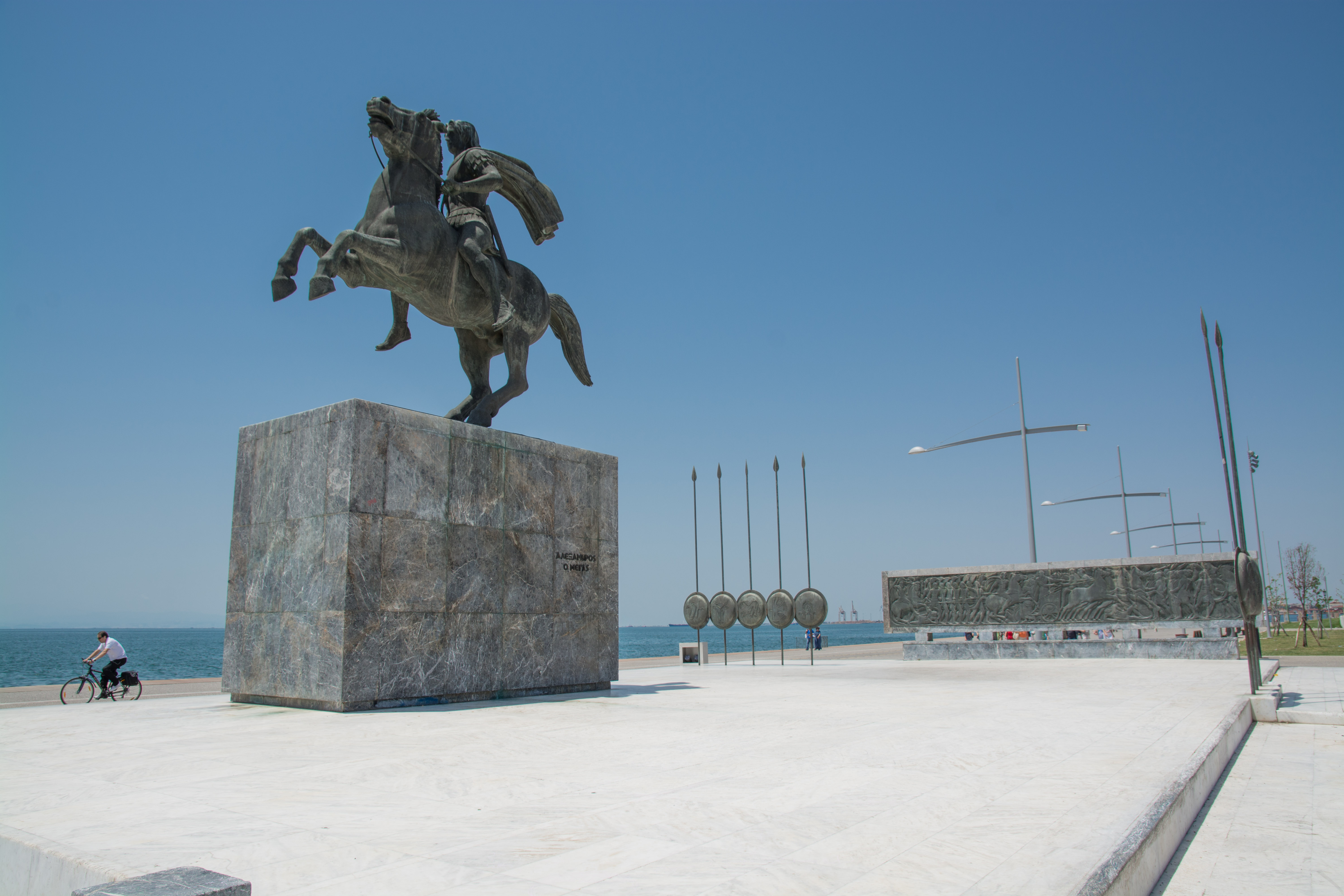
Набережная Салоник. По сторонам от памятника Александру расположены сарисы в натуральную величину

В отличие от вооружённых короткими мечами гоплитов, македонские фалангиты, которых называли «педзетайрами» (др.-греч. πεζεταιροι — «пешие спутники»), получили сарису. Она представляла собой длинное, около 5,5 м, в три раза большее чем стандартное греческое, копьё с древком из кизила и заострённым металлическим наконечником. Во время марша и движения в строю воины держали сарису вертикально, а во время боя первые пять шеренг опускали её горизонтально. Ощетинившийся длинными копьями строй македонских воинов был практически неуязвим для греческой фаланги. Даже если греческим фалангитам удавалось поразить нескольких македонян в первой шеренге, они натыкались на сарисы воинов следующей линии. Таким образом македонские педзетайры при сражениях с войсками классического греческого типа оставались вне пределов досягаемости вражеских копий. Во время боя воины шестой и последующих линий продолжали держать сарису вертикально. Этот частокол обеспечивал им определённую защиту от стрел и метательных снарядов.
Преимущественно, македонская фаланга состояла из шестнадцати шеренг, однако, в зависимости от обстоятельств и задумки военачальника, могла включать от восьми до тридцати двух линий.
Македонский фалангит держал сарису двумя руками и, соответственно, не мог одновременно орудовать щитом. Его защитное снаряжение включало небольшой перекинутый через плечо щит пельту, бронзовый шлем и наколенники. На случай рукопашного боя педзетайр кроме пельты также имел небольшой меч.

#### Гипасписты
Гипасписты представляли собой особый корпус щитоносцев, который появился при Филиппе II. Они набирались из лучших пехотинцев фаланги. В отличие от фалангитов их вооружали более лёгким, по сравнению с сарисой, оружием, что делало их более мобильными по сравнению с македонской фалангой.

### Инженерные войска
При Филиппе II в македонском войске появились инженерные войска. Их создание связывают с именем фессалийского инженера Полиида. Так, при осаде Амфиполя 357 года до н. э. македоняне стали использовать стенобитные орудия; осаде Олинфа 349—348 годов до н. э. — механические катапульты; Перинфа и Византия 340 года до н. э. — осадные башни высотой в 80 локтей (около 37 метров) с размещёнными на них лучниками, а также тараны и катапульты. Осада Перинфа вошла в историю военного искусства как первый эпизод одновременного использования трёх видов осадных орудий, что ознаменовало начало принципиально нового этапа в истории осадных войн.

### Отряды из подчинённых народов
По мере расширения македонского влияния под власть Филиппа II попадали соседние народы, которые сохраняли определённую автономию по отношению к Македонии. В отличие от собственно македонян их верность была сомнительна. Также, у этих народов были собственные военные традиции. В связи с этим Филипп II, а затем и Александр не смешивал их с основным войском, а формировал отдельные национальные отряды. Так, ила пеонов состояла из 200 легковооружённых всадников, каждый из которых имел длинное копьё и короткий меч. Их использовали в качестве разведчиков и застрельщиков перед большими сражениями. Корпус пеших воинов набранный из фракийского племени агриан отличался быстроходностью, в связи с чем его использовали в «специальных операциях» в качестве одной из наиболее боеспособных единиц македонского войск

## Тактические и организационные нововведения
Изменение вооружения и организации войска также предполагало соответствующую муштру. Македонские фалангиты между военными кампаниями были заняты постоянными маршами в полном вооружении. Одним из основных принципов в македонском войске стала самодостаточность. Воины не только обучались манёврам, но и сами переносили вооружение и тридцатидневный запас припасов. Использование вьючных животных для перевозки провизии было запрещено. На десять воинов приходился лишь один слуга, который переносил ручные мельницы и верёвки. Также, количество слуг у всадников было снижено с двух до одного. Таким образом Филипп II обеспечил компактность и мобильность собственного войска.
Хоть ощетинившаяся сарисами фаланга представляла собой грозную пробивную силу, основными ударными отрядами македонского войска стали гетайры, которых во время сражений размещали на флангах. Их клиноподобное построение направляли для обхода флангов и захода в тыл, либо для вклинения в образовывавшиеся бреши в строе вражеского войска.
Принципиальным отличием македонского и греческого войск классического периода стало тесное взаимодействие пехоты и конницы. Если в греческих войсках полисного типа конница на флангах лишь охраняла фланги пехоты, так как была беспомощна против строя гоплитов, то в македонском клиноподобное построение гетайров было рассчитано на прорыв вражеского строя. Для того, чтобы в строе врага формировались бреши, в которые вклинивались ударные соединения конницы Филипп II применял манёвр тактического отступления, что предполагало тщательную подготовку войск между военными кампаниями.
Традиционной для македонян стала атака конницей правого фланга левого фланга вражеского войска, его опрокидывание и заход в тыл. Атака именно на правом, а не на левом фланге, связана исключительно с удобством для правши атаковать противника, который находится слева.
Качественно новый подход к формированию войска позволил македонянам использовать автономные отряды с эффективной координацией их действий, что было революционным достижением для военного искусства описываемого времени. Для этого Филипп II организовал систему сбора и обмена информацией, как за счёт мобильных войсковых соединений разведчиков и гонцов, так и за счёт сети информаторов.
При Филиппе II был создан, или, по одной из версий, модифицирован институт царских пажей, в котором состояли юноши 14—18 лет из аристократических семей. Царские пажи не только прислуживали царю, но и обучались военному делу. Институт царских пажей представлял не только школу будущих офицеров, но и обеспечивал лояльность аристократических родов, так как пажи-наследники местных аристократов фактически становились заложниками царя.

## Последствия
При Филиппе II македонское войско превратилось из периодически мобилизуемого ополчения из плохо обученных крестьян в регулярную армию. Такое войско требовало высокого содержания и поощрений, в том числе подарков земельных наделов.
Дисциплина, должная подготовка и мобильность позволили Филиппу II вести военные кампании, в отличии от войск греческих полисов, в любое время года, как зимой, так и летом. Македонский царь сумел превзойти своих греческих учителей в контексте использования войска, которое стало способным не только побеждать, но и уничтожать противника. В военном искусстве стала распространённой нетипичная до этого времени практика окружения и длительного преследования побеждённого противника с целью нанесения ему максимального урона.
Как отмечает А. К. Нефёдкин, Филипп II в начале своего правления получил «окружённое со всех сторон государство на грани гибели, а оставил наследнику Александру мощное царство — гегемон греческого мира». Он создал качественно новое войско, что имело не только военное, но и социальное значение. Собранные из разных регионов в единую фалангу воины осознали себя единым народом, что положило конец раздробленности Македонии на различные уделы под властью местной земельной аристократии.

### Исследования
- Борза Ю. История античной Македонии (до Александра Великого) / пер. с англ. М. М. Холода при участии А. Бодрова, О. и В. Иванцовых, 3. Барзах; научная ред. и вступ. статья М. М. Холода; приложения М. М. Холода, Э. Д. Фролова и Ю. Н. Кузьмина. — СПб.: Нестор-История, 2013. — 592 с. — (Историческая библиотека). — ISBN 978-5-44690-015-2.
- Кембриджская история древнего мира / под редакцией Д.-М. Льюиса, Дж. Бордмэна, С. Хорнблоуэра, М. Оствальда. Перевод, научное редактирование, примечания А. В. Зайкова. — М.: Ладомир, 2017. — Т. VI. Четвёртый век до нашей эры. Второй полутом. — 720 с. — ISBN 978-5-86218-542-3.
- Клеймёнов А. А. Агриане армии Александра Великого // Цивилизация и варварство: пограничье как феномен, состояние и культурно-историческое пространство  / Отв. ред. В. П. Буданова, О. В. Воробьева. — М.: Аквилон, 2015. — Вып. IV. — С. 227—239. — ISSN 2307-7794.
- Клейменов А. А. Полководческое искусство Александра Македонского: использование автономных боевых соединений. Диссертация на соискание ученой степени доктора исторических наук / Научный консультант: д.и.н., проф. Н. И. Винокуров. — Тула, 2019a.
- Клеймёнов. Стратегическая симфония: координированное наступление в македонском военном искусстве эпохи Александра Великого. — Тула: ТГПУ им. Л. Н. Толстого, 2019b. — 241 с. — ISBN 978-5-6042449-6-8.
- Нефёдкин А. К. Конница эпохи эллинизма. — СПб.: Издательство РГПУ им. А. И. Герцена, 2019. — 784 с. — (Historia Militaris). — ISBN 978-5-8064-2707-7.
- Сивкина Н. Ю., Борисова Е. Ю. Обстоятельства вступления Филиппа II Македонского на престол: проблемы и дискуссии // Исторический журнал: научные исследования. — 2021. — № 6. — С. 84—92. — ISSN 2454-0609. — doi:10.7256/2454-0609.2021.6.36871.
- Уортингтон Й[нем.]. Филипп II Македонский. — СПб. — М.: Евразия — ИД Клио, 2014. — 400 с. — ISBN 978-5-91852-053-6.
- Шауб И. Ю., Андерсен В. В. Македонцы в бою. — М.: Яуза; Эксмо, 2010. — 304 с. — (Войны мечей). — ISBN 978-5-699-39569-9.
- Шофман А. С. История античной Македонии. — Казань: Издательство Казанского университета, 1960. — Т. 1: Доэллинистическая Македония. — 300 с. — 700 экз.
- Hammond N. G. L., Griffith G. T. A History of Macedonia (англ.). — Oxford: Clarendon Press, 1979. — Vol. II: 550-336 B.C.. — ISBN 0-l9-814814-3.
- Merker I. The ancient kingdom of Paionia (англ.) // Balkan Studies. — 1965. — Vol. 6, no. 1. — P. 35—54.